# Engi El-Shazli
Engi El-Shazli (en arabe : إنجي الشاذلي), née en 1993, est une nageuse égyptienne.

## Carrière
Engi El-Shazli obtient aux Championnats d'Afrique de natation 2010 à Casablanca la médaille de bronze du 100 mètres dos ainsi que du relais 4 x 100 mètres quatre nages.